# 林伯實
林伯實（1945年—），生於日治台灣臺北市，企業家，為台灣玻璃公司創辦人林玉嘉之子，企業家，為台灣玻璃公司現任總裁；台豐高爾夫球場現任董事長。

## 經歷
其父林玉嘉，為台灣玻璃公司創辦人。生有四子一女，長子林伯豐，林伯實為次子。
畢業於世界新專（今世新大學）編採科。畢業後進入台灣玻璃公司工作。
- 2001年，接手其父林玉嘉創立的台豐高爾夫球場，擔任董事長。

- 2006年，海外投資位在中國江蘇淮安的玻璃上游純鹼原料廠實聯化工。

- 2009年，其父林玉嘉卸任台灣玻璃公司董事長，其長兄林伯豐由總經理升任董事長，林伯實由常務董事轉任總經理。

- 2014年，與葡萄牙建築師Álvaro Siza Vieira阿爾瓦羅·西扎·維艾拉攜手合作建造實聯化工水上大樓 The Building on the Water（位於中國江蘇淮安），並於隔年被國際著名建築網站ArchDaily獲選為2015年全球辦公室建築第一名。[1] [2] [3]

## 家庭
林伯實有兩段婚姻，與前妻生二女，林文媛與林文晴。其妻徐莉玲，曾任中興百貨總經理，創辦學學文創。林伯實與徐莉玲生有一子。
次女林文晴與前藝人彭康育在2012年結婚。
林伯實曾與沈時華發生婚外情，生有一女，兩人分手。1998年，沈時華遞狀要求林伯實確認父女關係，後因不願林伯實以領養方式取得監護權，決定撤銷告訴，獨立撫養女兒。